# ル・オブジェ・アール・スタジオ
株式会社ル・オブジェ・アール・スタジオ（英: STUDIO L'OBJET ART CO.,LTD.）は、テレビ番組の美術製作・大道具および背景セット・オブジェを行う制作プロダクションである。
大道具を担当している番組の大半が、日本テレビ系のものである。